# Четин, Иван Васильевич
Иван Васильевич Четин (31 октября 1941 — 11 февраля 2020) — советский государственный и партийный деятель.

## Биография
Родился 31 октября 1941 года в селе Пешнигорт Кудымкарского района.
С 1947 по 1949 г. воспитывался в Пешнигортском детском доме № 1. Окончил Пешнигортскую семилетнюю школу (1956), Кудымкарский лесотехническом техникум (1960) и Уральский лесотехнический институт (1965). Получил специальность инженера-технолога лесной промышленности. Позднее окончил Высшую партийную школу при ЦК КПСС (1977).
- 1965—1968 — начальник Савинского лесопункта Велвинского ЛПХ;
- 1968—1970 — начальник производственно-технического отдела Юрлинского ЛПХ комбината «Комипермлес»;
- 1970—1972 — главный инженер Сёйвинского ЛПХ Гайнского района;
- 1972—1973 — директор Берёзовского ЛПХ Гайнского района.
- 1973—1977 — второй секретарь Гайнского райкома КПСС,
- 1977—1979 — председатель Коми-Пермяцкого окружного комитета народного контроля;
- август 1980 — ноябрь 1984 — председатель Кудымкарского горисполкома[2],
- 1984—1986 — второй секретарь Коми-Пермяцкого окружного комитета КПСС,
- 1986—1991 — председатель окружного исполкома.

Член КПСС. В марте 1990 года избран народным депутатом РСФСР по национально-территориальному избирательному округу № 160. На I съезде народных депутатов РСФСР избран членом Верховного Совета РСФСР.
В 1990—1994 годах — председатель Совета народных депутатов Коми-Пермяцкого автономного округа, с 1994 по 2002 год — председатель Законодательного Собрания Коми-Пермяцкого автономного округа первого и второго созывов. 
В 1996—2000 член Совета Федерации Федерального Собрания РФ по должности, как глава законодательного органа. Член Комитета по делам Федерации, Федеративному договору и региональной политике. Награждён медалью ордена «За заслуги перед Отечеством» II степени (1998).